# 辛度·雲尼亞里
辛度·雲尼亞里·吉馬良斯·科代羅（Sandro Ranieri Guimarães Cordeiro，1989年3月15日—），簡稱辛度，是一位巴西足球運動員，司職防守中場，以硬朗攔截見稱。現效力於葡萄牙足球超级联赛球會比蘭倫斯，曾經入選巴西國家隊。

## 球會生涯

### 早期
辛度是國際體育會的青訓產品，他在2007年屆滿18歲的時候簽下第一份職業球員合約。

### 熱刺
2009年8月30日有報導指熱刺對辛度1400萬英鎊的出價被拒絕。但到10月20日，國際體育會與熱刺簽訂一份協議，確保了熱刺對該會的本土年青球員擁有優先收購權。2009年10月26日熱刺領隊哈利·列納承認對招攬辛度感到興趣。
2010年3月10日國際體育會主席比費路(Vitório Piffero)在受訪時確定辛度將在南美自由盃過後轉會到熱刺的交易。他向英國的《每日郵報》說到：「雙方就交易得到協議，我們將在本周之內簽約。我不認為還會有什麼變卦，因為牽涉在內的所有人都已經同意了」。
2010年3月23日國際體育會與熱刺同時在官方網頁正式宣佈就轉會達成共識，手續將近完成，但未有透露轉會費的數字，有傳轉會金額只是650萬英鎊。該公告同時證實辛度將為國際體育會效力直至2010年8月18日南美自由盃結束為止，到時辛度會直接飛到倫敦向熱刺會方報到並接受體能檢驗。而辛度亦開始努力學習英語，為轉戰歐洲作準備。
經過2010/11球季上半段的適應期，辛度在歇冬期過後已經能夠融入到熱刺的整體戰術，而領隊哈利·列納也開始把他的上陣時間增加，並委以正選出場的重任。
2011年2月15日熱刺作客AC米蘭的歐聯十六強淘汰賽首回合，辛度就正是球隊首發的十一人之一，而在聖西路球場以1-0取勝過後他也獲得哈利·列納的特別讚賞。
在接下來的次回合比賽時，辛度再次顯示出自己的身價；作為球隊四人防線之前的屏障，辛度全場多次準確地攔截對手，阻止對方推進。令到熱刺在主場不失球地賽和對手，並得以歷史性地殺入歐聯八強階段，而賽後辛度更獲歐洲足協頒發全場最佳球員獎項。
2013年1月18日，熱刺宣佈辛度做完右膝手術後餘下賽季要繼續養傷。

## 國家隊生涯
辛度曾經入選二十歲以下巴西國家隊，並且在2009南美青年錦標賽期間擔任隊長一職，協助球隊在該項賽事中奪標而回。2009年9月9日辛度在2010南非世界杯外圍賽4比2擊敗智利一役中後備上陣，是他為巴西成年國家隊的處子登場。

### 球會
國際體育會
- 南里奧格蘭德州（英语：Campeonato Gaúcho） 冠軍：2008、2009年
- 南美球會盃 冠軍：2008年
- 南美自由盃 冠軍：2010年

## 外部連結
- Sandro Ranieri Guimarães Cordeiro – FIFA國際賽競賽紀錄 (存檔)